# Автор (фильм)
«Автор» (исп. El autor) — испанский фильм 2017 года режиссёра Мануэля Мартина Куенки. Премьера фильма состоялась на Кинофестивале в Торонто 8 сентября 2017 года.

## Сюжет
Альваро из-за измены расстается со своей женой Амандой после того, как она получает престижную литературную премию. Он решает осуществить свою мечту — написать отличный роман, но ему мешает отсутствие оригинальных идей. По совету преподавателя Хуана он решает использовать своё окружение в качестве источника вдохновения. Альваро снимает квартиру и начинает манипулировать жизнью своих соседей, чтобы создать интересную историю.

## В ролях
- Хавьер Гутьеррес — Альваро
- Мария Леон — Аманда
- Адельфа Кальво — Лола
- Адриана Пас — Ирен
- Теноч Уэрта — Энрике
- Рафаэль Тельес — Монтеро
- Антонио де ла Торре — Хуан

## Критика
На сайте Rotten Tomatoes фильм имеет рейтинг 63 % на основе 19 рецензий критиков со средней оценкой 6,94 из 10.

## Награды и номинации
| Награда | Категория                      | Номинант                                  | Результат |
| ------- | ------------------------------ | ----------------------------------------- | --------- |
| «Гойя»  | Лучший фильм                   | Лучший фильм                              | Номинация |
| «Гойя»  | Лучший режиссёр                | Мануэль Мартин Куенка                     | Номинация |
| «Гойя»  | Лучший адаптированный сценарий | Мануэль Мартин Куенка, Алехандро Эрнандес | Номинация |
| «Гойя»  | Лучший актёр                   | Хавьер Гутьеррес                          | Победа    |
| «Гойя»  | Лучший женский актёрский дебют | Адриана Пас                               | Номинация |
| «Гойя»  | Лучший актёр второго плана     | Антонио де ла Торре                       | Номинация |
| «Гойя»  | Лучшая актриса второго плана   | Адельфа Кальво                            | Победа    |
| «Гойя»  | Лучший звук                    |                                           | Номинация |
| «Гойя»  | Лучшая песня                   | Эухегия Мира                              | Номинация |